# Megève
Megève (Savoyaards: Megéva) is een gemeente in het Franse departement Haute-Savoie (regio Auvergne-Rhône-Alpes) en telt 3868 inwoners (2008). De plaats maakt deel uit van het arrondissement Bonneville.

## Skiën
Megève is een bekend skioord en werd in de jaren 1920 opgericht door de familie Rothschild. Het was het eerste skistation in de Alpen dat specifiek voor de wintersport werd opgericht en moest een alternatief vormen voor het Zwitserse Sankt-Moritz. Oorspronkelijk was het een topbestemming voor de Franse aristocratie en ook vandaag is het nog een van meest mondaine skioorden in de wereld.

## Wielrennen
Megève was in twee edities van de wielerkoers Ronde van Frankrijk etappeplaats. In 2016 en 2022 wonnen er respectievelijk de Brit Chris Froome en de Deen Magnus Cort. Daarnaast is Megève regelmatig etappeplaats in andere wielerkoersen, zoals het Critérium du Dauphiné. Op 16 juli 2023 vond vanaf het vliegveld Megève Altiport de uitzending plaats van de Avondetappe.

## Geografie
De oppervlakte van Megève bedraagt 44,0 km², de bevolkingsdichtheid is 102,5 inwoners per km². Megève ligt op een glooiend zadel tussen de Aravisketen in het noordwesten en het massief van de Beaufortain in het zuidoosten. Dit zadel ligt op de grens van de stroomgebieden van de Arve in het noorden en dat van de Isère in het zuiden en vormt een hoger punt van de zogeheten geologische "Sillon Alpin", een lagere gelegen deel dat de Alpen (Beaufortain) van de Vooralpen (Aravis) scheidt. Het exacte zadelpunt ligt één kilometer ten noordoosten van het centrum van het dorp.
De onderstaande kaart toont de ligging van Megève met de belangrijkste infrastructuur en aangrenzende gemeenten.

## Demografie
Onderstaande figuur toont het verloop van het inwonertal (bron: INSEE-tellingen).

## Geboren
- Georg Muffat (1653–1704), Frans-Duits componist en organist
- Émile Allais (1912–2012), skiër